# Rokometni klub Ajdovščina
Rokometni klub Ajdovščina je slovenski rokometni klub iz Ajdovščine. Njegova domača dvorana je velika dvorana Police, ŠRC Ajdovščina. Člansko moštvo igra v 1. B moški državni rokometni ligi oziroma v drugi slovenski ligi. 

## Članska ekipa

### Trenutna postava
Postava v tekmovalni sezoni 2023–24:
Vratarji
- 16  Žan Vodopivec
- 22  Žiga Kastelic
- 50  Brane Krauthaker

Krilni rokometaši
- 08  Jani Svetik
- 09  Ijan Špacapan
- 11  Patrick Vidic
- 18  Tilen Masilo

Krožni napadalci
- 07  Miha Polanc
- 17  Andrej Dragar
- 73  Valon Arifi

Zunanji rokometaši
- 03  Matevž Štrancar
- 06  Črt Pinterič
- 10  Tian Furlan
- 13  Timon Hreščak
- 20  Ilija Gavrilović
- 23  Peter Poles
- 35  Gašper Jakac

### Prestopi
Prestopi za sezono 2024–25
| Prihodi - Andraž Kete (SZ/LZ) (iz RD Koper) | Odhodi - Brane Krauthaker (G) (v penzijo) |